# Janirella lobata
Janirella lobata är en kräftdjursart som beskrevs av Richardson1908. Janirella lobata ingår i släktet Janirella och familjen Janirellidae. Inga underarter finns listade i Catalogue of Life.